# M1919 Christie
J. Walter Christie első önálló tervezésű harcjárműve. Mindössze egyetlen prototípus-példány készült, amely később M1921 Christie néven átépítésre került, mégis mérföldköve a harckocsiépítésnek, mint a Christie-féle futómű kifejlesztésének első fázisa.

## Története
1918-ban a már híresnek számító Walter Christie-t kereste meg a USA Tank Corps egy gyors közepes harckocsi tervezésével. A prototípus 1919-re készült el. Fő jellemzője a korban igen nagynak mondható 22 km/h végsebesség.
Christie ennél a prototípusnál szakított minden korábbi harckocsitervezési előírással és gyakorlattal. A keréken és lánctalpon egyaránt üzemeltethető jármű futóműmegoldása később igen sok harckocsitípusnál megjelent, mint a Stuartok, a Grant és Lee harckocsik, a Cromwell és a magyar V–4 kisharckocsi. A futómű jellegzetessége az úton fekvő meghajtott és láncvisszafordító görgő, valamint a középen elhelyezett himbás segéd-futógörgők. Ennél a típusnál az első és hátsó görgők rugózatlanok, míg a himbás segédgörgők spirálrugóval rugózottak. A himba tetején került rögzítésre a szintén rugóval ellátott támasztógörgő (egyben feszítési funkcióval), amely a lánctalp leesésétől védett.
A lánctalp fel- és leszerelése mindössze 15 percet vett igénybe. Előre és hátra is négyfokozatú váltóművével mindkét irányban azonos sebességgel tudott közlekedni. Az alvázat úgy állították össze, hogy nemcsak harckocsit, hanem lánctalpas teherautót is lehetett rá építeni.